# MAC-11衝鋒槍
MAC-11（英語：Military Armament Corporation Model 11，意為：軍事裝備公司11型，簡稱：M-11）是一款由戈登·B·英格拉姆於1972年所設計，軍事裝備公司（Military Armament Corporation）與其他少數工廠生產的輕型冲锋枪（衝鋒手槍），使用開放式槍栓，是MAC-10的.380 ACP口徑版本。
這款武器經常讓人與Sylvia & Wayne Daniels M-11/9或是Vulcan M-11-9混淆，但後兩者都是使用9×19毫米手枪子弹的武器。M-11/9是另一種仿製品，它與MAC-11也有很多相似之處，但卻是一款比較優秀的產品。

## 設計
在本質上，MAC-11就像是MAC-10的縮小版本，它配備著和MAC-10相同規格的包絡式槍栓及開放式槍栓，並同樣在槍管前端設有螺旋紋，金屬機械照門的設計也跟MAC-10一致。這種瞄準具是為了方便讓射手在使用小型可伸縮式槍托時瞄準，在不使用伸縮式槍托下使用這種瞄具會令其失效，因為開放式槍栓設計的武器槍口跳動實在太大。MAC-11A1亦有兩個和MAC-10相同的保險裝置，例如將槍栓轉動90度就會鎖上，同時會有指示器表示武器無法射擊。這兩種保險裝置能有效杜絕槍械因墜落地面或者開放式槍栓先天缺陷所導致的走火。

## MAC-11A1的消聲器和公事包
MAC-11A1的消聲器是整體式設計，它使用由紙巾製成的內部減震器，而不是很像由斯朗尼（英語：SIONICS，意為：反叛亂分子及反顛覆業務研究）的創始人米切爾·韋貝爾三世所設計的MAC-10用消聲器，後者仍然是使用金屬擦片。雖然這種消聲器的設計並不耐用，它始終都能消除MAC-11的槍聲。裝上消聲器的MAC-11A1可以像HK MP5K一樣，裝在一個特製的公事包裡攜帶和射擊。該公事包的提把上裝有可扣動扳機，可連接內部的MAC-11A1扳機。公事包上的名牌放置於作為槍口的穿孔以便完全地隱藏，在射擊時可把名牌升起。該公事包主要是供要員保護任務（VIP Protection）使用，但亦因此而要經美国菸酒槍炮及爆裂物管理局（英語：Bureau of Alcohol, Tobacco, Firearms and Explosives，簡稱：ATF）註冊才可使用。另外，MAC-11A1和其消聲器是需要分開來註冊。

## 性能
根據廠商說明書所指，MAC-11A1的射速大約是900 RPM（英語：rounds per minute，發／分鐘）。但實際上其射速高達1,600 RPM。這種過高的射速令其在全自動射擊時難以控制。但是若採用快速的點放模式，可使有效距離增加至大約27公尺（30码）。而.380 ACP的低貫穿力亦可在特殊情況下發揮優點，例如在客機機艙內駁火時可減少因機艙被子彈貫穿而傷及無辜的風險。MAC-11A1曾被少數保安部隊和特種部隊單位所採用。

## 極少的成功
MAC-11A1是MAC槍族中最不普遍的版本。主要原因是因為.380 ACP的子彈初速只有約290米／秒（950英尺／秒）和200英尺／磅（270焦耳）的威力，故被普遍認為沒有足夠的制止力。在這樣高射速下，必須配合射手嚴格訓練後快速控制點放，如果沒有適當的培訓，射手就會因為自然傾向的射擊經驗而扣住扳機不放，節省子彈的考量略多數只放於第二位。

## 製造商
MAC槍族型衝鋒手槍首先是由軍事裝備公司，以及後來的RPB公司，西爾維亞/韋恩丹尼爾公司，Cobray，澤西武器，Leinad，力作武器和火神所製造。

## 使用國
- 阿根廷
- 哥伦比亚[3]
- 希腊[4]
- 中華民國
- 斯洛維尼亞
- 委內瑞拉

## 流行文化

### 电影
- 2012年—：由一名暴徒所使用。

### 电视剧
- 2011年—《超越時間線》：2013年5月5日第2季第3集（播出順序為第13集）「第二種思考」（Second Thoughts），一部份裝上消聲器並且由Colalition Kings成員所使用，其中一把（無消聲器型）被索尼婭·華倫泰（Sonya Valentine，萊克莎·多伊格）飾演）所奪取。

### 電子遊戲
- 2000年—：由史提夫、克里斯所使用，雙持。
- 2010年—：命名為「MAC11」，以20發彈匣（聯機模式時可使用改裝：延長彈匣增至30發）供彈，最高攜彈量為600發（戰役模式）、900（戰役模式延長彈匣）和160發（聯機模式），預設移除了槍托（使用“握把”改裝後才會裝上並伸展出來），奇怪地使用閉鎖式槍栓（英语：Closed bolt）運作而且在1960年代出現。玩家角色使用時會以單手握持。戰役模式時於最後的關卡“救贖”中由美國中央情报局特別活動部幹員亞歷克斯·梅森（Alex Mason）所使用，並且裝上延長彈匣和紅點鏡；聯機模式時於等級11解鎖，並可以使用延長彈匣、紅點鏡、反射瞄準鏡、握把（實際為伸縮式槍托）、雙持、消音器、射速增加。
- 2013年—《縱橫諜海：黑名單》：命名為“MAC-11”，以12發彈匣（可使用改裝：延長彈匣增至28發）供彈。
- 2014年—《看門狗》：命名為“SMG-11”，以32發彈匣供彈，最高攜彈量為240發，可由主角艾登·皮爾斯（Aiden Pearce，由諾姆·詹金斯配音）所使用；另有「特種作戰型」（Spec Ops），裝上消聲器。
- 2018年—《刺客任務2 2018》：命名為「DAK X2」，裝上消聲器，以20發彈匣供彈。
- 2019年— 《重製版》：命名為“MQ 11”，以24發彈匣（可延長為50發）供彈，可裝上延長彈匣、消聲器和展開槍托。由S.T.A.R.S特種部隊所使用，亦可在故事中被里昂和克蕾兒搭取使用。
- 2021年—《蔚藍檔案》：白石詠葉的固有武器「Meister Zero」原型。

### 动畫
- 1996年—《機動新世紀GUNDAM X》
- 2008年—《屍姬》：由星村真姬那（ほしむら まきな，聲優：秋山奈奈）所使用，雙持。
- 2009年—《幻灵镇魂曲》：由部份黑幫成員所使用。
- 2012年—《軍火女王》：於第二季第六集中，裝有消音器並且由日本SR班特工鏑木所使用。
- 2015年—《緋彈的亞莉亞AA》：由愛澤姊妹所使用。

## 資料來源
1. ↑  Jones, Richard. . Jane's Information Group. 2009: 139. ISBN 0710628692.
2. ↑  . Official site. 2007年7月28日  [2007年7月28日]. （原始内容存档于2007年9月29日）.
3. ↑  .   [2016-02-22]. （原始内容存档于2016-03-12）.
4. ↑  .   [2016-03-02]. （原始内容存档于2016-06-03）.

## 外部連結
- （英文）—Randal Stepan, Nolan Wilson, Gary Reisewitz. Mac-10 Cookbook. Arkansas: Desert Publications, 1989 （页面存档备份，存于）。
- （英文）—EnemyForces.com—Ingram MAC - 10/11 （页面存档备份，存于）
- （英文）—Modern Firearms—Ingram MAC Model 10 / M10 and Model 11 / M11 submachine guns （页面存档备份，存于）
- （英文）—MAC-10 History Lesson （页面存档备份，存于）
- （英文）—weaponsystems.net—MAC-10 （页面存档备份，存于）
- （英文）—The Firearm Blog.com—
  - Gold M11 photos （页面存档备份，存于）
  - Home built M11 submachine guns seized in Australia （页面存档备份，存于）
  - DIY Box Tube MAC-11 （页面存档备份，存于）
  - POTD: Vintage Max-11 Project （页面存档备份，存于）
  - ‘The MAC-10 Was an Over-Hyped Hunk of Junk’ （页面存档备份，存于）
  - Michigan 2016 SMG Action Match （页面存档备份，存于）
- （俄文）—Энциклопедия Вооружений－Ingram M10 & Ingram M11 （页面存档备份，存于）
- （简体中文）—D Boy Gun World（槍炮世界）—英格拉姆M10、M11冲锋枪 （页面存档备份，存于）
- （简体中文）—《轻兵器》—英格拉姆M10和M11冲锋枪 （页面存档备份，存于）
- （繁體中文）—人民網—美“英格萊姆”M11微聲沖鋒槍 （页面存档备份，存于）